# Monte Albán
Monte Albán (volně přeloženo Jaguáří vrcholek) jsou pozůstatky města rozkládajícího se v nadmořské výšce 400 metrů nad údolím Oaxaca v oblasti jižního Mexika. Monte Albán bylo nejvelkolepější zapotécké město jde o jedno z nejstarších kultovních míst Mezoameriky, které svědčí o bohaté historii předkolumbovských kultur.

## Osídlení
Toto město, ležící v údolí Oaxaca, zažilo několik osídlení. Osídlení bylo po většinu doby stabilní. První osídlení tvořili Olmékové (Jaguáří lidé), kteří sem přišli kolem roku 800 př. n. l. Nejprve vytvořili na vrcholu hory umělou plošinu, na které vybudovali své hrobky, paláce, hřiště na míčovou hru a další stavby. Kolem roku 300 př. n. l. přišel do údolí Oaxacy další národ – Zapotékové. Obsadili Monte Albán a postavili zde své vlastní pyramidy, chrámy a hrobky. Před opuštěním tohoto místa v 9. století město pečlivě vyklidili a své pyramidy, chrámy a hrobky zasypali. Někdy ve dvanáctém století přišli na toto území Mixtékové, kteří vyprázdnili zasypané hrobky a znovu je začali používat pro pohřbívání svých mrtvých.

## Poloha a historie
Rozkládá se na 700 m dlouhém a 250 m širokém vrchole a úbočí vrchu nedaleko města Oaxaca v úrodné oblasti stejnojmenného mexického státu. Bylo obřadovým či civilně-náboženským centrem, které vyživovaly zemědělské osady v okolí. Už nejstarší fáze Monte Albán I – asi 600 až 500 př. n. l. – ze středního a pozdního předklasického období svědčí o úrovni stavitelství, umění i vzdělanosti. Vyrostly tu velké mohyly s vrcholovými plošinami, na kamenných stélách a obkladových tabulích se zachovaly jedny z nejstarších hieroglyfů a číslovek ve Střední Americe.
V umění se projevuje vliv olmécké kultury, což dokládají známé nízké reliéfy tzv. tanečníků, vřezané do kamenných obkladových tabulí. Představují vyobrazení nahých, pravděpodobně mrtvých obětovaných mužů, jejich tváře zobrazené z profilu mají olmécké rysy. V pozdním předklasickém období se centrum Monte Albán II postupně vzmáhalo, až později rozkvetlo v klasickém období Monte Albán III (asi 300–900). Obřadové jádro Monte Albánu tvořilo nádvoří (ve tvaru obdélníka o rozměrech 300 × 200 m), na vrcholu orientované přibližně severo-jižním směrem, uzavřené pyramidami a plošinami (hlavní plošina má 50 000 m²) se samostatnou skupinou staveb ve středu. K jeho severovýchodnímu rohu přiléhal kulatý dvorec se šikmými zdmi.
Většina těchto staveb pochází z období M. A. III a v jejich konstrukci je zřejmý silný vliv soudobého mohutného středoamerického centra klasického Teotihuacánu. Mrtvé v období M. A. II a III ukládali do komor zahloubených v úbočí vrchu či pod menšími nádvořími na vrchole. Do hrobkách se sestupuje po schodech, vevnitř je zdobí rytiny či polychromná malba nadpřirozených i světských bytostí, symboly a hieroglyfické nápisy, stropy jsou kamenné. V hrobkách jsou typické zápotécké keramické urny, které mají ve stádiu M. A. II ještě podobu tvarových džbánů, ve stádiu M. A. III se namísto hlavy objevuje celá sedící postava se zkříženýma nohama, s rukama opřenýma o kolena.
Představují božstva v bohatých čelenkách a v detailně přepracovaných maskách. Vztahy k Teotihuacánu je možné najíst i v keramických tvarů, mezi kterými se v klasickém období objevují misky na třech nožkách. Materiálem je šedá hlína. M. A. se postupně stal urbanistickým centrem. Okolo roku 900 ho opustili, ve fázi M. A. IV v poklasickém období sloužil už jen jako pohřebiště, také v období Mixtéků (hrob náčelníka odkrytý r. 1932 patřil k výjimečným objevům množství práce z obsidiánu, horského křišťálu a největší zlatou ozdobou objevenou v Mexiku).

### Naleziště
Byla zde nalezena skupina plastik, znázorňující postavy v různých pozicích, které byly v době objevení považovány za tanečníky. Další teorie mluví o tom, že to jsou zajatí, mučení náčelníci poražených kmenů. (nahota byla považována za symbol porážky). Dnes prý převládá názor, že jde o znázornění některých chorob – od různých znetvoření a abnormalit až po choroby související s plodností. Budova, na které byly nalezeny, je jedna z nejstarších v Monte Albánu a je považována za nemocnici.

## Fotogalerie

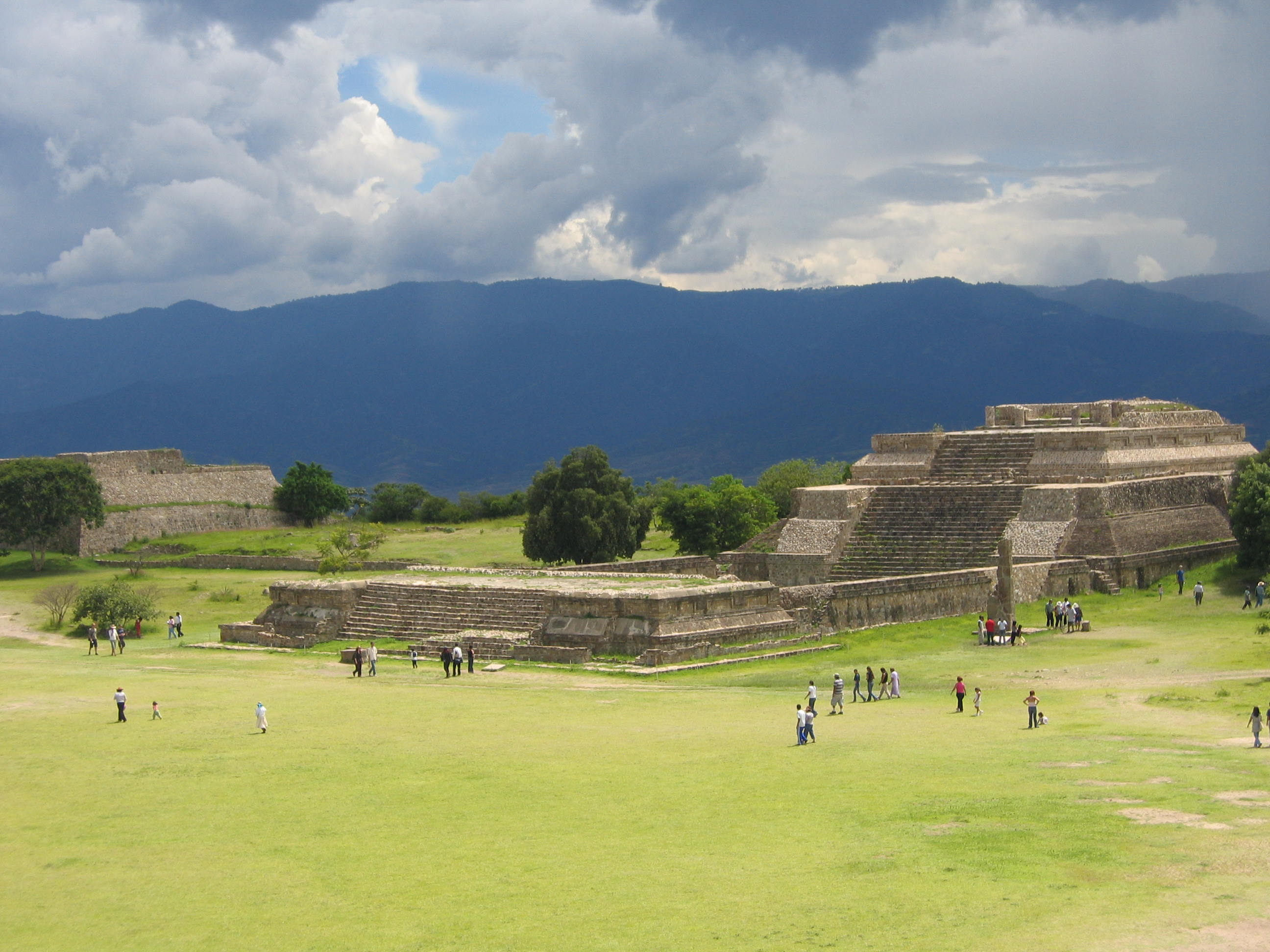
Stavby v Monte Albánu
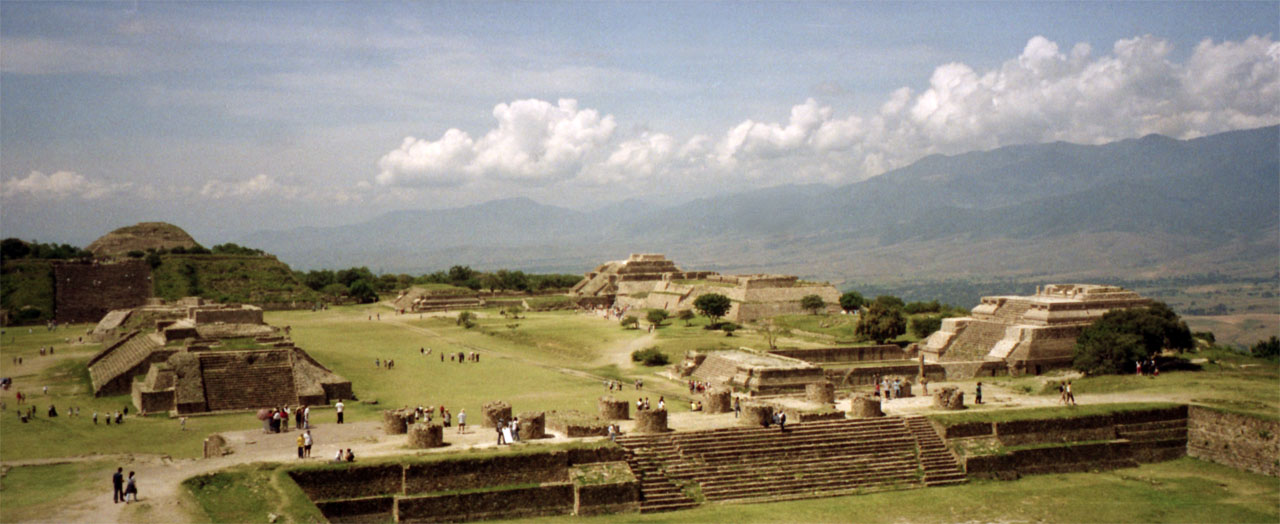
Monte Albán
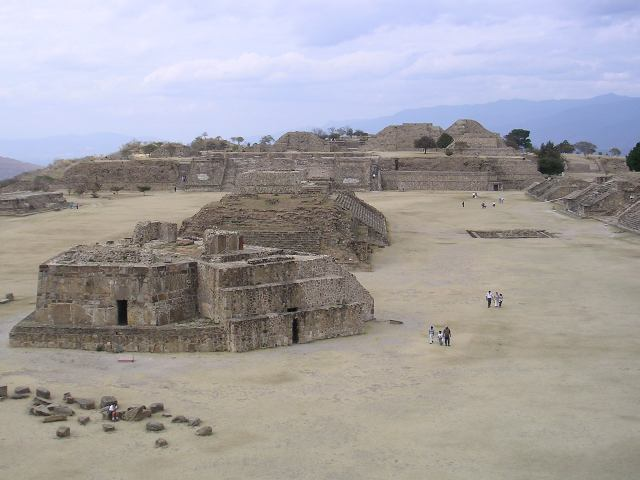
Monte Albán
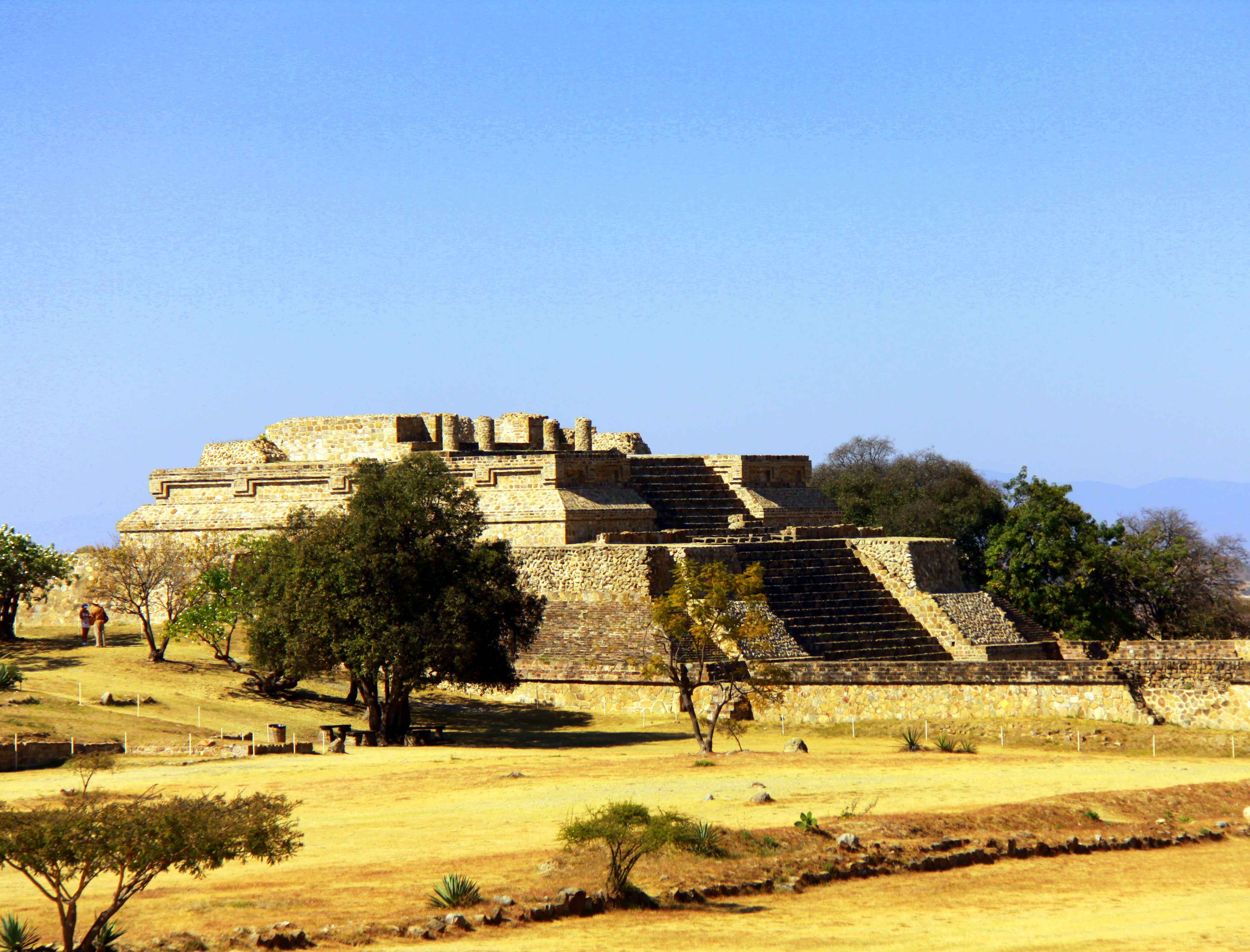
Zapadni pyramida v Monte Albán
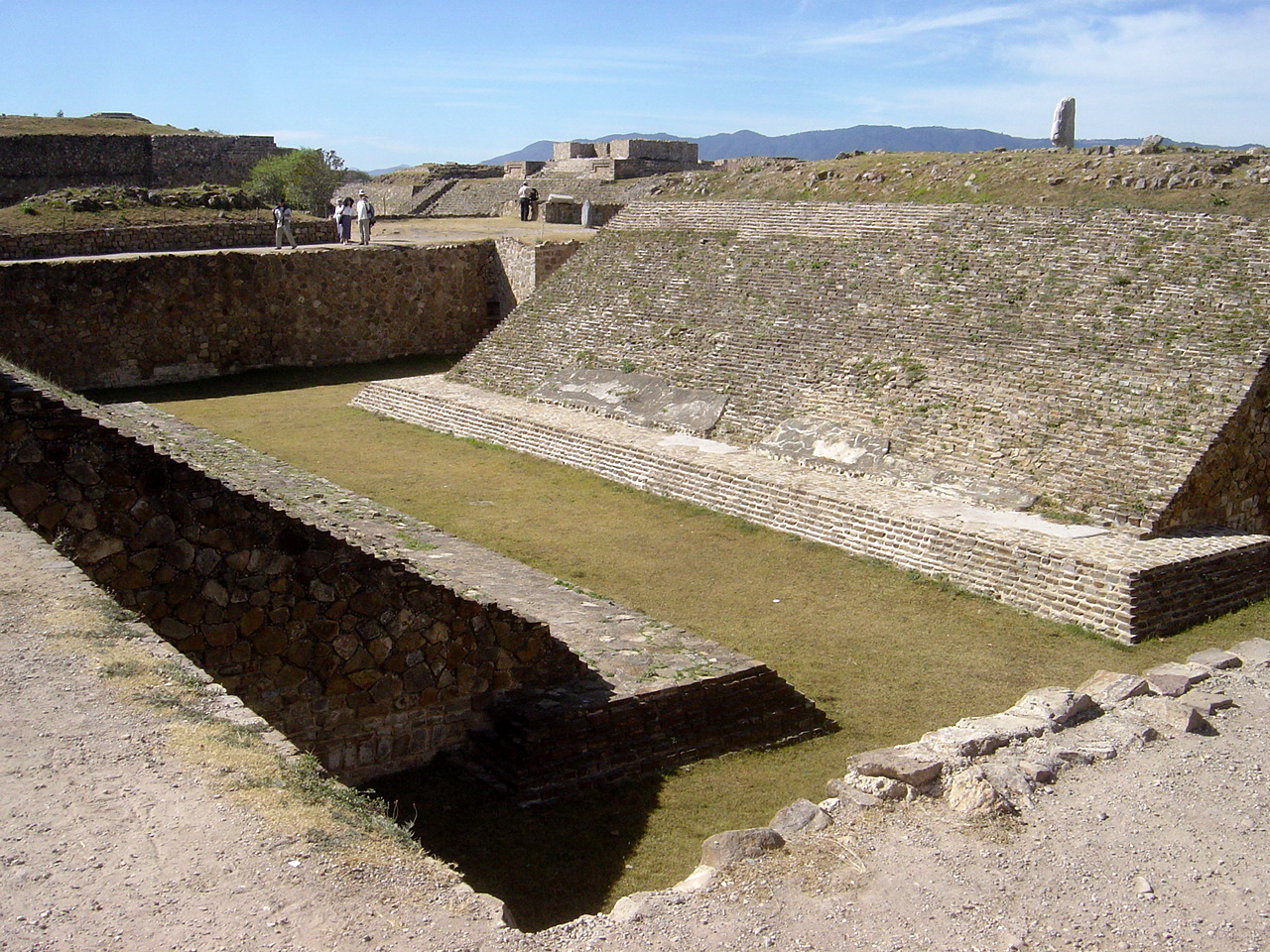
Hřiště pro tlachtli v Monte Albán
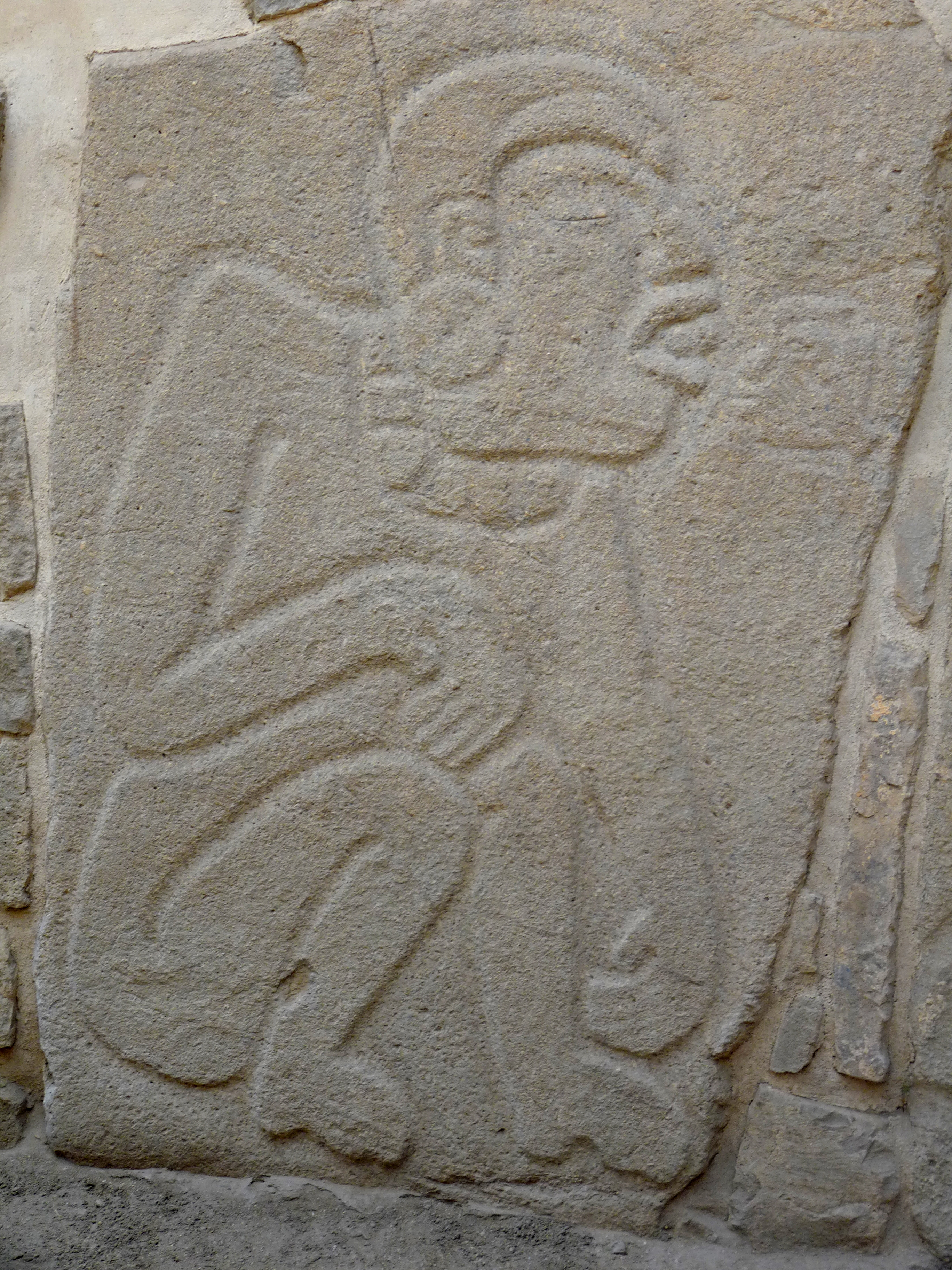
Plastika osoby jako výzdoba Monte Albánu
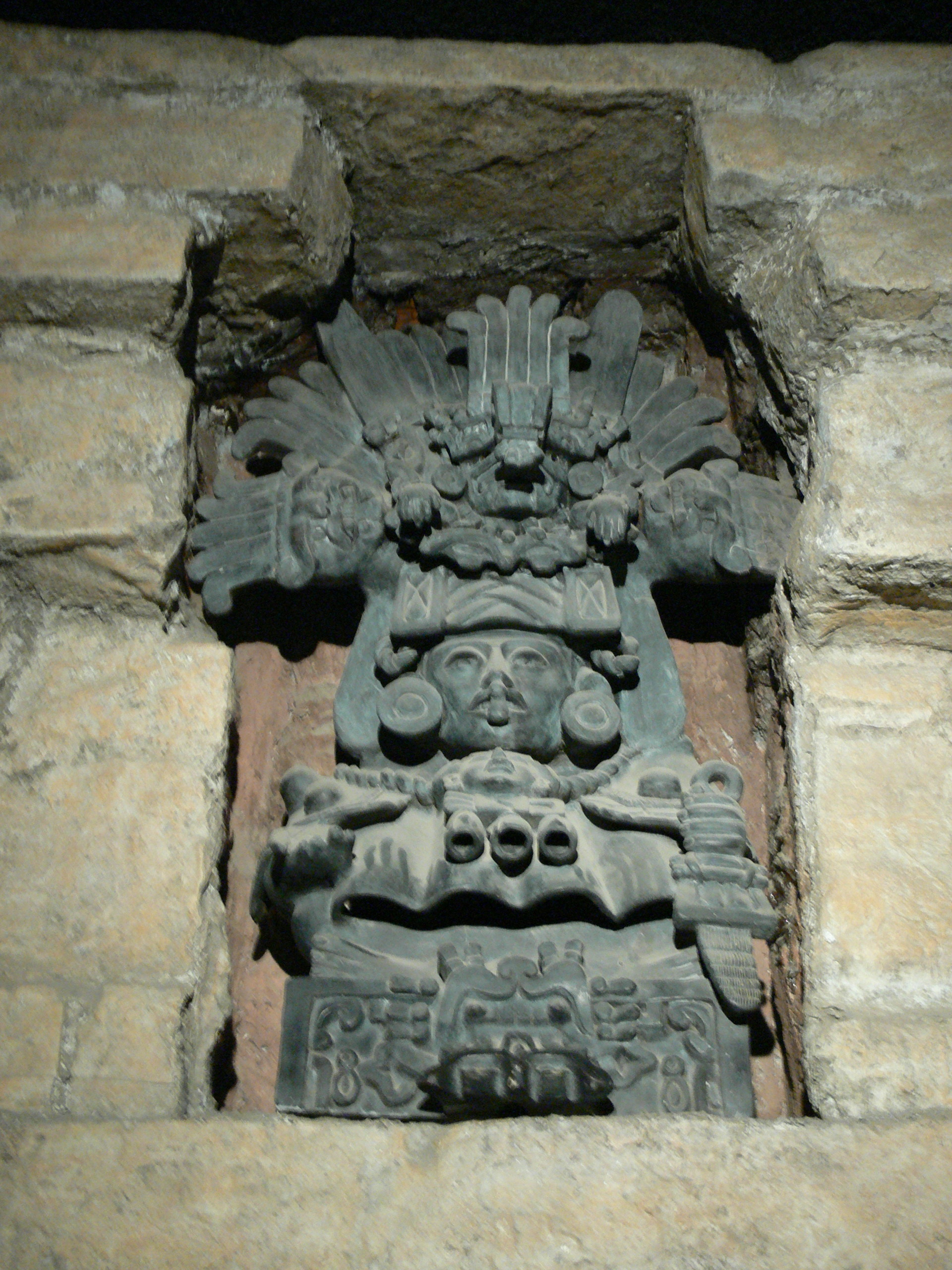
Výzdoba zdejšího hrobu
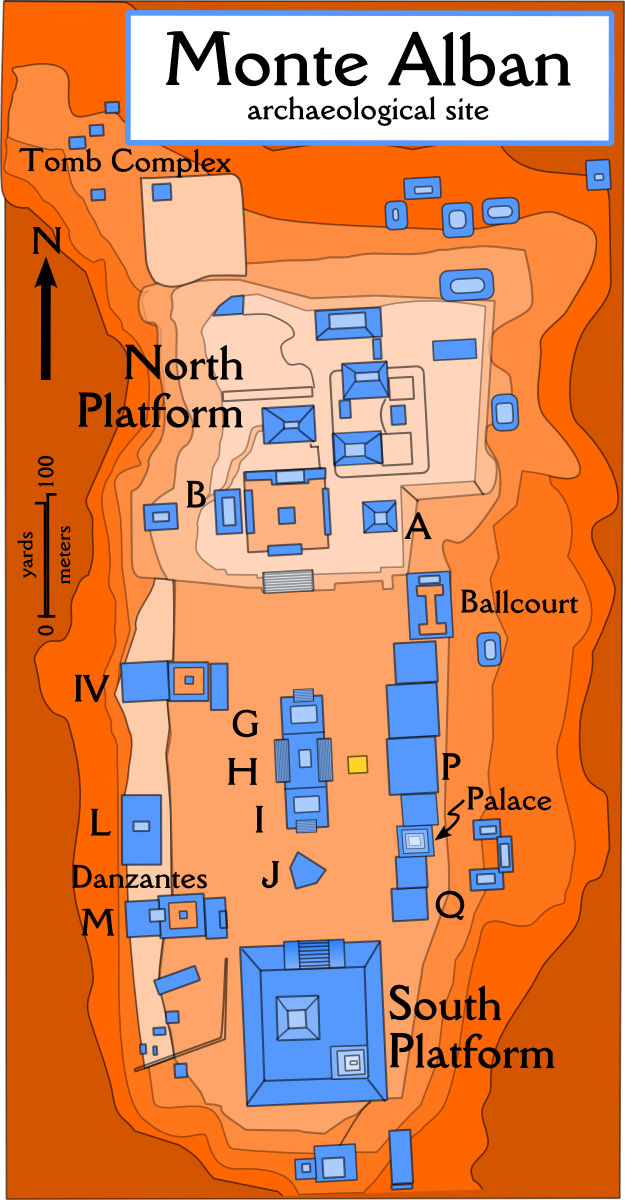
Plan Monte Albánu